# حروب بورغندية
مثلت الحروب البرغونية (بين عامي 1474 و1477) النزاع بين دولة البرغونية والاتحاد السويسري القديم وحلفائه، اندلعت الحرب المفتوحة في عام 1474، وهُزم فيها دوق برغونية شارل الجريء، في ثلاث معارك بسنوات الحرب اللاحقة، ليُقتل بنهاية المطاف في معركة نانسي في عام 1477، أصبحت دوقية برغونية مع العديد من الأراضي البرغونية الأخرى جزءًا من فرنسا، وورثت ماري ابنة شارل الأراضي المنخفضة البرغونية وفرانش كونته، لكن هذه المناطق انتقلت في نهاية المطاف إلى عائلة هابسبورغ بعد وفاة ماري بسبب زواجها من الأرشيدوق ماكسيمليانفي وقت اللاحق الإمبراطور الروماني المقدس.

## خلفية
نجح دوقات برغونية من عائلة فالوا -على مدار مئة عام تقريبًا- في ترسيخ حكمهم كقوة فاعلة على الرغم من وجود الإمبراطورية الرومانية المقدسة وفرنسا.،شملت ممتلكاتهم المناطق الاقتصادية القوية في فلاندرز وبرابانت وكذلك لوكسمبورغ، بالإضافة إلى أراضيهم الأصلية في فرانش كونته ودوقية برغونية.
اتبع دوقات برغونية بشكل عام سياسةً توسعيةً عدوانيةً –بشكل خاص في ألزاس ولورين- بهدف توحيد ممتلكاتهم الشمالية والجنوبية جغرافياً، انحاز البرغونيين إلى الإنجليز في حرب المائة عام نظرًا لكونها بالفعل في صراع مع الملك الفرنسي، ولكنها مالت بعد ذلك إلى أسرة يورك في حرب الوردتين، عندما وقف هنري السادس ملك إنجلترا إلى جانب فرنسا، أدى تقدم شارل على طول نهر الراين إلى نشوب صراع مع عائلة هابسبورغ، وخاصة الإمبراطور فريدريك الثالث.

## الصراع
رهن دوق النمساوي سيغيسموند ممتلكاته في ألزاس في عام 1469 لتكون إقطاعية لدوق برغونية حسب معاهدة سانت أومير، وذلك من أجل الحصول على قرض مالي أو مبلغ قدره خمسين ألف فلورين، بالإضافة إلى التحالف مع شارل الجريء، لحمايتهم بشكل أفضل من حملات الكونفيدرالية (أو الاتحاد السويسري القديم) التوسعية، لم تكن مشاركة شارل غرب نهر الراين سببًا لمهاجمة الاتحاد -كما أراد سيغيسموند- ولكن دفعت سياسة الحظر التي فرضها على مدن بازل وستراسبورغ وميلوز -التي يديرها بيتر فون هاغنباخ- الاتحاد إلى اللجوء إلى برن من أجل الحصول على المساعدة، عانت إستراتيجية شارل التوسعية من نكستها السياسية الأولى عندما فشل هجومه على أبرشية الروم الكاثوليك في كولونيا بعد فشل حصار نويس بين عامي 1474 و1475.
سعى سيغيسموند لاحقًا إلى التوصل إلى اتفاق صلح مع الحلفاء السويسريين، والذي أُبرم في نهاية المطاف بـ كونستانس في عام 1474 (أطلق عليه لاحقًا إيفيغي ريشتونغ أو الاتفاق الدائم)، أراد سيغيسموند إعادة شراء ممتلكاته في ألزاس من شارل، ولكن الأخير رفض ذلك، وقُبض على فون هاغنباخ وأُعدم بقطع الرأس بألزاس بعد ذلك بوقت قصير، وغزا السويسريون -المتحدين مع مدن ألزاس وسيغيسموند هابسبورغ ضد البرغونيين- بحيث غزو جزءًا من جورا البرغونية (فرانش كونته) بعد انتصارهم في معركة هيريكورت في نوفمبر من عام 1474، انضم لويس الحادي عشر ملك فرنسا إلى التحالف بموجب معاهدة أندرناخ في ديسمبر. غزت قوات برن وكانتون فود –الذي ينتمي إلى دوقية سافوي المتحالفة مع شارل الجريء - ودمرتها في العام التالي، طردت جمهوريات سيبن زيندن المستقلة في فاليه-بمساعدة البرنيين والقوات المتحالفة الأخرى- أتباع دوقية سافوي من كانتون فاليه بعد الانتصار في معركة بلانتا في نوفمبر من عام 1475، انتقم شارل في عام 1476، إذ سار باتجاه غراندسون -التي يحكمها بيير دي رومونت من سافوي قبل أن يحتلها السويسريون- وشنق الحامية (أو أغرقهم في البحيرة) على الرغم من استسلامهم، هُزم شارل في معركة غراندسون بعد وصول قوات الاتحاد السويسري بعد بضعة أيام، الأمر الذي اضطره إلى الفرار من ساحة المعركة، تاركًا وراءه مدفعيته والعديد من المؤن والأشياء الثمينة، وجه الاتحاد ضربةً مدمرةً لشارل بعد أن حشد جيشه في معركة مورات. أنشأ شارل الجريء جيشًا جديدًا، لكنه هُزم مرةً أُخرى في معركة نانسي في عام 1477، إذ قاتل السويسريون في هذه المعركة جنبًا إلى جنب مع جيش رينيه الثاني دوق لورين.

## تداعيات الحرب
لم يعد هناك دوقات لبرغونية من سلالة فالوا بعد وفاة شارل الجريء. أصبحت الأراضي الشمالية (الأراضي المنخفضة البرغونية) لدوقات برغونية في حوزة عائلة هابسبورغ بعد زواج أرشيدوق النمسا ماكسيميليان -الذي أصبح فيما بعد إمبراطورًا رومانيًا مقدسًا- ابنة شارل الوحيدة، ماري دوقة برغونية، عادت الدوقية إلى تاج فرنسا في عهد الملك لويس الحادي عشر. أصبح فرانش كونته في بادئ الأمر فرنسيًا أيضًا، ولكن تنازل شارل الثامن عنه لصالح فيليب الوسيم ابن ماكسيميليان في عام 1493 بموجب معاهدة سينليس، في محاولة منه لرشوة الإمبراطور ليظل محايدًا أثناء غزو شارل المخطط له لإيطاليا.
اكتسبت انتصارات الكونفيدرالية (الاتحاد السويسري) باعتباره أحد أفضل القوات العسكرية في أوروبا سمعةً بأنها تكاد لا تُقهر، وكانت الحروب البرغونية بمثابة بداية صعود المرتزقة السويسريين إلى ساحات القتال الأوروبية، أدت نتيجة الحرب إلى صراع داخلي في الاتحاد السويسري، أصرت كانتونات المدينة على الحصول على النصيب الأكبر من الغنائم، نظرًا إلى أنها قد زودت معظم القوات باحتياجاتها، استاءت كانتونات البلاد من ذلك، وكادت نزاعات درايتسين أورتي أن تؤدي إلى نشوب الحرب، وحلت معاهدة ستانسر فيركومنيس المشاكل في عام 1481.